# Sandskär (Geta, Åland)
Sandskär med Långskär, Rankoskär och Bakskär är en ö i Åland (Finland). Den ligger i Skärgårdshavet eller Bottenhavet och i kommunen Geta i landskapet Åland, i den sydvästra delen av landet. Ön ligger omkring 37 kilometer norr om Mariehamn och omkring 290 kilometer väster om Helsingfors.
Öns area är 1,33 kvadratkilometer och dess största längd är 4,6 kilometer i nord-sydlig riktning.

## Sammansmälta delöar
- Sandskär 60°25′04″N 19°42′55″Ö / 60.41766°N 19.71535°Ö
- Långskär 60°24′33″N 19°43′12″Ö / 60.40918°N 19.72007°Ö
- Rankoskär 60°25′55″N 19°43′45″Ö / 60.43186°N 19.72924°Ö
- Bakskär 60°25′42″N 19°43′12″Ö / 60.42842°N 19.71994°Ö